# 山田耕民
山田耕民（やまだ こうみん）は日本のプロダクトデザイナーである。

## 人物と略歴
1947年、プレス加工業の父の三男として東京都生まれ。育英工業高等専門学校（現サレジオ工業高等専門学校）工業意匠学科卒業。千葉大学工業意匠学科意匠科助手入職。
30年以上前にデザインのグローバル包丁は今も世界で愛され続けている。実用性と機能美といったシンプルな造形が流行となっているが、彼は「人間が愛着をもてるあたたかいものづくりを追求することが大切」と語っている（1999年）。

## デザインした主な製品
創作物はスカンジナビアを感じさせる。
- 三条特殊鋳工所 ユニロイ（琺瑯鍋キャセロール、鋳物フライパン）
- 野田琺瑯 カマド、ノマク
- 吉田金属工業 グローバル
- シリコンゾーン シリコンスチーマー ミシェル
- コプコ クッキングポット チョイス
- ローゼンダール ツール
- KOMIN ケトル、ナベ、フライパン、鋳物フライパン、鋳鉄グリル
- モリイ 炭器 スミキ
- レムノス 時計
- シャラクモノ カトラリー、ミキシングボール
- ST化学 芳香剤

など

## 受賞歴
- レッドドットデザイン賞
- 日本グッドデザイン賞
- ロングライフデザイン賞
- 日本パッケージ雑貨部門賞
- ドイツ デザインプラス賞
- ドイツ フォルム賞
- ＩＤＳデザインコンペ 大賞

など

## 主な作品収蔵先
- ニューヨーク近代美術館MoMAモマ - サラダボウル / 鋳物 / 包丁
- 富山県立近代美術館 -包丁